# Хеллбой (фильм, 2019)
«Хеллбо́й» (англ. Hellboy) — американский супергеройский фильм режиссёра Нила Маршалла. По сценарию Эндрю Косби, на основе комикса Майка Миньолы. В главной роли Дэвид Харбор. Фильм компании Millennium Films имеет рейтинг R. Планировалось, что фильм выйдет в прокат в январе 2019 года, однако, премьера фильма состоялась 11 апреля 2019 года.
Третья картина по мотивам комиксов о персонаже по имени Хеллбой, являющаяся перезапуском дилогии режиссёра Гильермо Дель Торо («Хеллбой: Герой из пекла» и «Хеллбой 2: Золотая армия»).
В центре сюжета картины борьба секретной американской организации, на которую работает Хеллбой с потусторонними силами в лице могущественной ведьмы Вивьен Нимуэ, стремящейся захватить власть над всем миром, уничтожив человечество.

## Сюжет
В эпоху Мрачного Средневековья, когда чудовища свободно бродили по земле, могущественная колдунья Вивьен Нимуэ, прозванная Кровавой Королевой, насылала чуму на земли Британии, пока её не одолел сам король Артур. Он, видя что смертным оружием ведьму не одолеть, разрубил её на части своим мечом Экскалибуром и поместил в особые сундуки, запечатанные «Словом Божьим». Сундуки было велено спрятать Рыцарям Круглого стола там, «где их не нашёл бы даже Дьявол».
В наше время, полудемон и главный оперативник Бюро паранормальных исследований и обороны Хеллбой в бойцовском клубе Тихуаны находит пропавшего в ходе поисков вампирского логова своего друга, агента БПИО Эстебана Руиза. В ходе поисков Руиз сам оказался обращён в монстра, и теперь выступает как лучадор. В бою Хеллбой невольно убивает его, но тот перед смертью принимает человеческий облик, и назвав Хеллбоя Анунг Ун Рама, говорит, что конец близок.
В штабе БПИО Глава Бюро и приёмный отец Хеллбоя доктор Тревор Бруттенхолм отправляет его в Англию для оказания поддержки Клубу Осириса, побратиму БПИО в охоте на чудовищ, в поимке и уничтожении гигантов. Тем временем, Груагах, стремящийся собрать вновь части Кровавой Королевы, чтобы та помогла ему отомстить Хеллбою, антропоморфный монстр-кабан, устраивает резню в одном из монастырей Великобритании и открывает хранящийся там сундук с головой Нимуэ.
В здании Клуба Осириса Хеллбой встречается с лордом Адамом Глареном, руководителем рейдов на чудовищ, а также леди Хэттон, провидицей Клуба. Она объясняет, что в 1945 году члены Общества Туле, ведомые Карлом Рупхертом Крёненом и Григорием Распутиным, пытались призвать «Разрушителя миров», чтобы с его помощью вернуть себе преимущество над союзниками. Однако объединённый спецотряд МИ-6 и УСС, в которые входили как будущие члены БПИО и Клуба Осириса, так и легендарный «охотник на нацистов» Лобстер Джонсон, лично убивший Распутина, ликвидируют участников обряда. Бруттенхолм же не смог убить младенца-полудемона.
Во время охоты, на которую члены Клуба выезжают в одеждах средневековых рыцарей с электрическими копьями, Гларен и его люди пытаются убить Хеллбоя, веря в предсказание о том, что он «Вестник Апокалипсиса», но сами оказываются убиты и съедены великанами. Раненый Хеллбой побеждает всех трёх гигантов, но теряет сознание. Он приходит в себя в квартире медиума Элис Монахан, которую знает с детства. Она рассказывает, что к полю с великанами её привели духи умерших, встревоженные происходящим вокруг. В квартиру врывается поисковая группа БПИО под командованием бывшего агента МИ-11 майора Бенджамина Даймио. Так как новости о вскрытии хранилищ частей тела Нимуэ и покушении на Хеллбоя быстро дошли до Бруттенхолма, тот в срочном порядке направил всех свободных агентов в Лондон, и послал группу Даймио вместе с Хеллбоем и Элис в место, где находится последний сундук — особняк Клуба Осириса. Особняк и тайная комната разгромлены, а все члены Клуба зверски убиты. Элис удаётся на время вернуть в этот мир дух леди Хэттон, но та продолжает говорить загадками о судьбе Хеллбоя, как «Разрушителя миров». Хеллбой встречается с Груагахом, ненароком разбив сундук и высвободив левую руку Нимуэ, через которую колдунья послала видение полудемону, говоря что его судьба — стать её королём и править в мире, где таким как он не нужно будет прятаться. Это даёт возможность Груагаху сбежать с рукой.
Хеллбой раскрывает обстоятельства знакомства с Элис и её родителями: в 1992 году, будучи младенцем, она была похищена феями, оставившими вместо неё подмену. Хеллбой раскрыл маленького Груагаха, которому пригрозил расправой в случае, если феи не вернут Элис домой, что и случилось. Во время соединения частей Нимуэ силой трёх ведьм Груагах говорит королеве, что после того случая с девочкой он лишился возможности жить в семье среди людей и был заклеймён вечным позором. Чтобы вернуть свои силы обратно, Нимуэ должна вернуть свою кровь, которую впитало дерево на Холме Пендл, где король Артур нанёс ей поражение.
В штабе Бюро Хеллбой вступает в перепалку с отцом по поводу того, что ему приходится истреблять нечисть, самому будучи нечистью. Попытка покинуть бункер на лифте оканчивается переносом Хеллбоя в некое туманное измерение, в котором обитает другой старый недруг полудемона — Баба-яга в избушке на курьих ножках. Именно Яга наняла Груагаха для возвращения Нимуэ, чтобы отомстить Хеллбою за то, что тот отстрелил ей глаз и изгнал в иной мир, когда Яга пыталась воскресить Иосифа Сталина (в русском дубляже Иосиф Сталин был заменён на Адольфа Гитлера). Однако она готова раскрыть Хеллбою место нахождения ведьмы в обмен на один из его глаз. Получив информацию о Холме Пендл, Хеллбой соглашается, но только по возвращении после битвы с Нимуэ, то есть никогда. Яга накладывает проклятье на Хеллбоя: «Ты оставишь себе оба глаза, но увидишь ими смерть того, кого больше всего любишь.» Хеллбой возвращается в штаб БПИО.
Даймио доставляет Хеллбоя и Элис на вертолёте и рассказывает девушке о том, что он получил свои шрамы после сражения с ягуаром-людоедом. Хеллбой добирается до холма, распугивая собранных Нимуэ чудовищ для похода против человечества выстрелом ведьме в голову. Кровавая Королева восстанавливается и открывает портал с холма, предлагая Хеллбою присоединиться к ней, но тот вновь отказывается. Перед тем как уйти, ведьма шипом из своей короны заражает Элис. Ганейда, единственная из ведьм, что некогда предали Нимуэ, говорит, что единственный, кто может помочь — средневековый маг Мерлин, который покоится в одной из прибрежных пещер на краю острова.
Ветхий от старости чародей исцеляет Элис. Хеллбою Мерлин говорит, что предвидел возвращение Нимуэ, и потому использовал часть своих сил, чтобы дождаться Хеллбоя, оказавшегося потомком Артура по матери, которая была демонопоклонницей и зачала ребёнка во время обряда, за что оказалась послана в Ад, и Анунг Ун Рама — это данное Хеллбою имя при рождении. Мерлин являет Хеллбою Экскалибур, единственное оружие против Нимуэ, воткнутый в камень в центре пещерного озера. Однако тот отказывается брать меч, ведь едва коснувшись его, видит страшное видение: мир в огне, а он сам, верхом на драконе, бросается в гущу паникующих людей, рубя их горящим Экскалибуром. Силы Мерлина истекают, и меч исчезает. Мерлин недоволен отказом, и перед тем, как обратиться в прах, говорит, что этим Хеллбой обрёк весь мир на уничтожение. Элис и Бену Хеллбой говорит, что предпочтёт драться с монстрами «старыми методами».
Тем временем, Нимуэ и её сторонники насылают на Лондон чуму, разрушают штаб БПИО и похищают Бруттенхолма. Хеллбой, Элис и Бен приезжают к Собору Святого Павла, чтобы дать бой Кровавой Королеве. Полудемон вступает в бой с усиленным во много раз Груагахом. Бен Даймио приходит на помощь как ягуар-оборотень, которым он стал после получения своей царапины. Однако Груагаха убивает сама Нимуэ, для которой он был лишь временным инструментом.
Хеллбой оказывается провалившимся в небольшую гробницу, где на троне сидят истлевшие останки Короля Артура, перед которыми воткнутый в камень Экскалибур. На очередной отказ принять силу меча, Нимуэ подводит к себе Бруттенхолма и убивает его. Хеллбой в ярости достаёт меч из камня и принимает облик Анунг Ун Рама. Из-под Лондона появляются демоны и начинают убивать людей. Апокалипсис начался.
Чтобы вернуть Хеллбою его человеческую сторону, Элис вызывает дух Бруттенхолма, который призывает сына перестать ныть о судьбе и своём месте в мире, и принять то, кто он есть — «крутой мужик с каменной рукой». Хеллбой вонзает меч в пол Собора, перед этим отрубив Нимуэ голову. Расщелины начинают закрываться, забирая с собой демонов. Нимуэ говорит, что ему не уйти от судьбы, и что в последний день Конца Времён они снова встретятся. Хеллбой бросает голову ведьмы в расщелину в Ад и прощается с духом отца, а Даймио выкидывает особую пулю для уничтожения Хеллбоя, чтобы никто из врагов не мог его уничтожить.
Спустя полгода Хеллбой, Элис и Даймио на базе в Сибири находят резервуар с надписью: «Ихтио Сапиенс. 14 апреля 1865 года», а позже сталкивается с супергероем Лобстером Джонсоном в кладбище. Далее становится известно, что Баба-яга не утратила надежды поквитаться с Хеллбоем. Для этого она обращается за помощью к персонажу, обещая исполнить его заветное желание, позволив умереть.

## В ролях
- Дэвид Харбор — Хеллбой / Анунг Ун Рама, демон из преисподней, попавший в наш мир в результате оккультного эксперимента нацистов[4].
- Милла Йовович — Вивьен Нимуэ, Кровавая королева[11].
- Иэн Макшейн — Тревор Бруттенхолм, приёмный отец Хеллбоя[11].
- Саша Лейн — Элис Монахан, девушка, спасённая Хеллбоем в детстве от злых фей[12].
- Дэниел Дэ Ким — майор Бен Даймио[11], один из членов Бюро паранормальных исследований и обороны, который очень не любит монстров, в том числе и главного героя, но в момент ярости и сам может превратиться в ягуара. Ранее на роль был подписан актёр Эд Скрейн, но добровольно отказался от неё, узнав, что в комиксах персонаж был азиатского происхождения. Через месяц роль получил Ким[13][14].
- Томас Хейден Чёрч — Лобстер Джонсон, мститель, который выжигает свой фирменный символ, коготь лобстера, на лбах гангстеров при помощи ладони своей перчатки.
- Пенелопа Митчелл — Ганейда, ведьма и приспешница Кровавой королевы.
- Софи Оконедо — леди Хэттон, провидица и резидент клуба Осириса, древнего английского клуба, посвящённого раскрытию сверхъестественных тайн.
- Брин Глисон — Мерлин, волшебник.
- Марк Стэнли — король Артур.
- Алистер Петри — лорд Адам Гларен, высокопоставленный член клуба Осириса.
- Дуглас Тейт — Груагах (озвучка Стивен Грэм).
- Tрой Джеймс и Эмма Тейт — Баба-яга
- Маркос Раунтвайт — Григорий Распутин
- Кристина Клебе — Лени Рифеншталь

## Производство

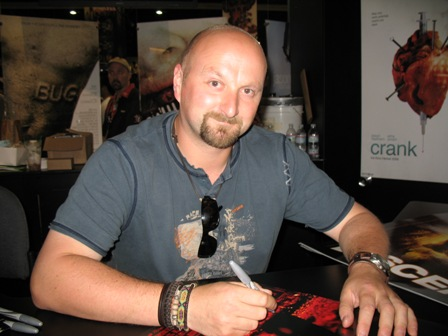
Нил Маршал

О том, что нового фильма Гильермо дель Торо не будет, сообщил Перлман и сам режиссёр через социальные сети. Режиссёр предположил, что студия или автор комикса Майк Миньола наложили вето на съёмки 3 картины. По словам Перлмана, третья картина Гильермо Дель Торо должна была стать по настоящему эпичной, в ней должна была решиться судьба персонажа, он полагал, что получился бы действительно хороший фильм. Отказ от съёмок по мнению актёра был связан с невысокими кассовыми сборами. Студия решила отказаться от экранизации фильма Торо и спин-оффа о Эйбе Сапиене ради перезапуска франшизы. В мае 2017 Майк Миньола анонсировал работу над новой картиной с рейтингом R и режиссёром Нилом Маршалом, известным по работе над сериалом «Игра престолов», а также актёром Дэвидом Харбором, исполнителем одной из главных ролей в сериале «Очень странные дела». После появления в проекте нового сценариста Арона Эли Колейта в августе 2017 картина сменила название с «Хеллбой: Восстание Королевы Крови» на куда более простое «Хеллбой». Во втором трейлере фильма был указан рейтинг «12+», однако в итоге картина вышла на экраны с рейтингом R.
От съёмок третьего фильма по сценарию Гильермо Дель Торо отказались из-за низких сборов второй картины «Хеллбой 2: Золотая армия» и творческих разногласий с автором комиксов Майклом Миньола, вместо этого решив перезапустить франшизу, исполнитель главной роли в прошлых фильмах Рон Перлман отказался от съёмок без участия Дель Торо, в результате фильм показал еще более низкие сборы, провалившись в прокате с бюджетом в 50 миллионов собрав лишь 44.7.
Режиссёр картины Нил Маршалл в интервью признался, что практически не имел творческого контроля над съёмками фильма, а актёры снимавшиеся в картине говорили, что это был «Производственный ад», поэтому режиссёр не считает этот фильм своей работой, в отличие от других фильмов, где он сам решал, как и что снимать.

### Подбор актёров

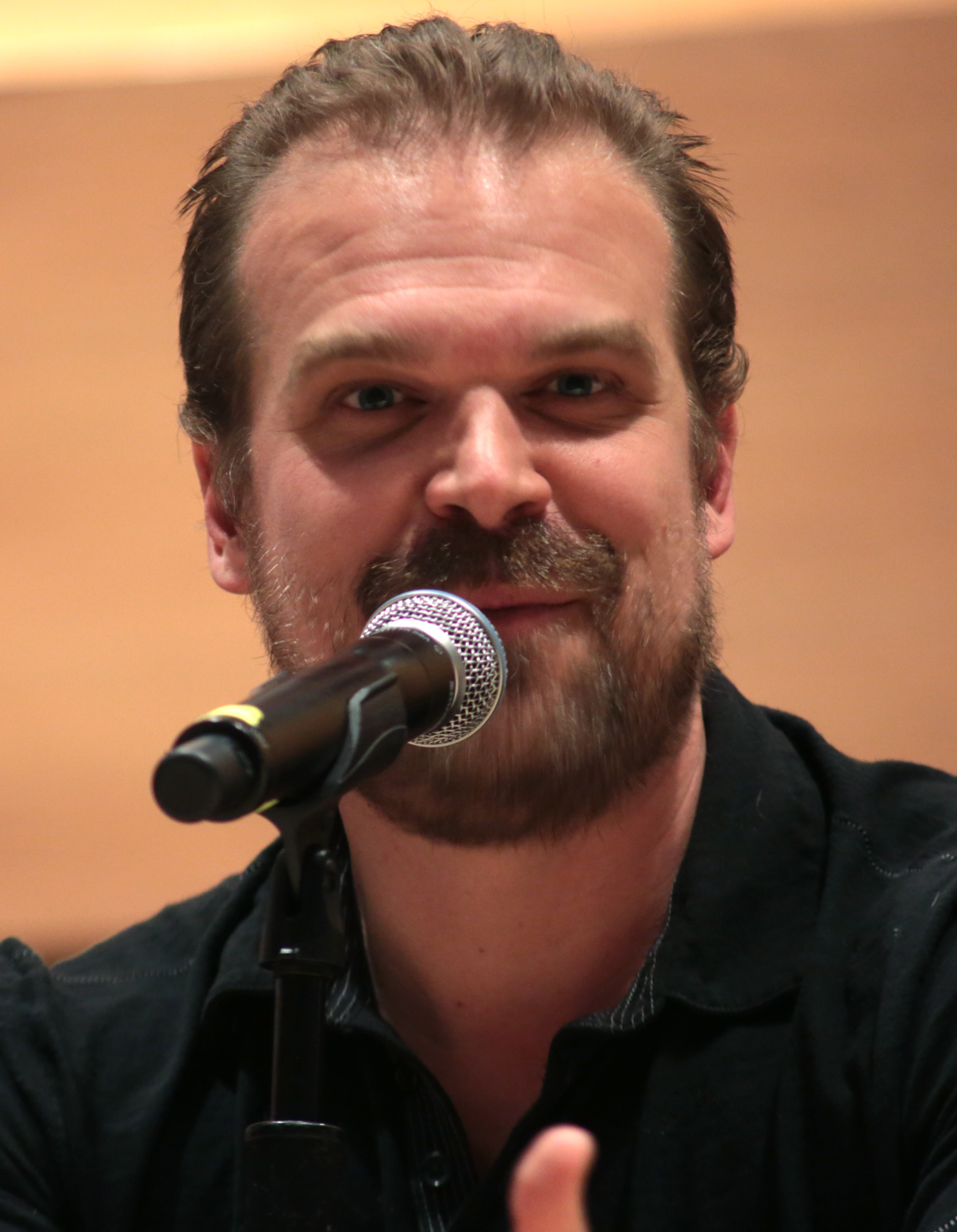
Дэвид Харбор

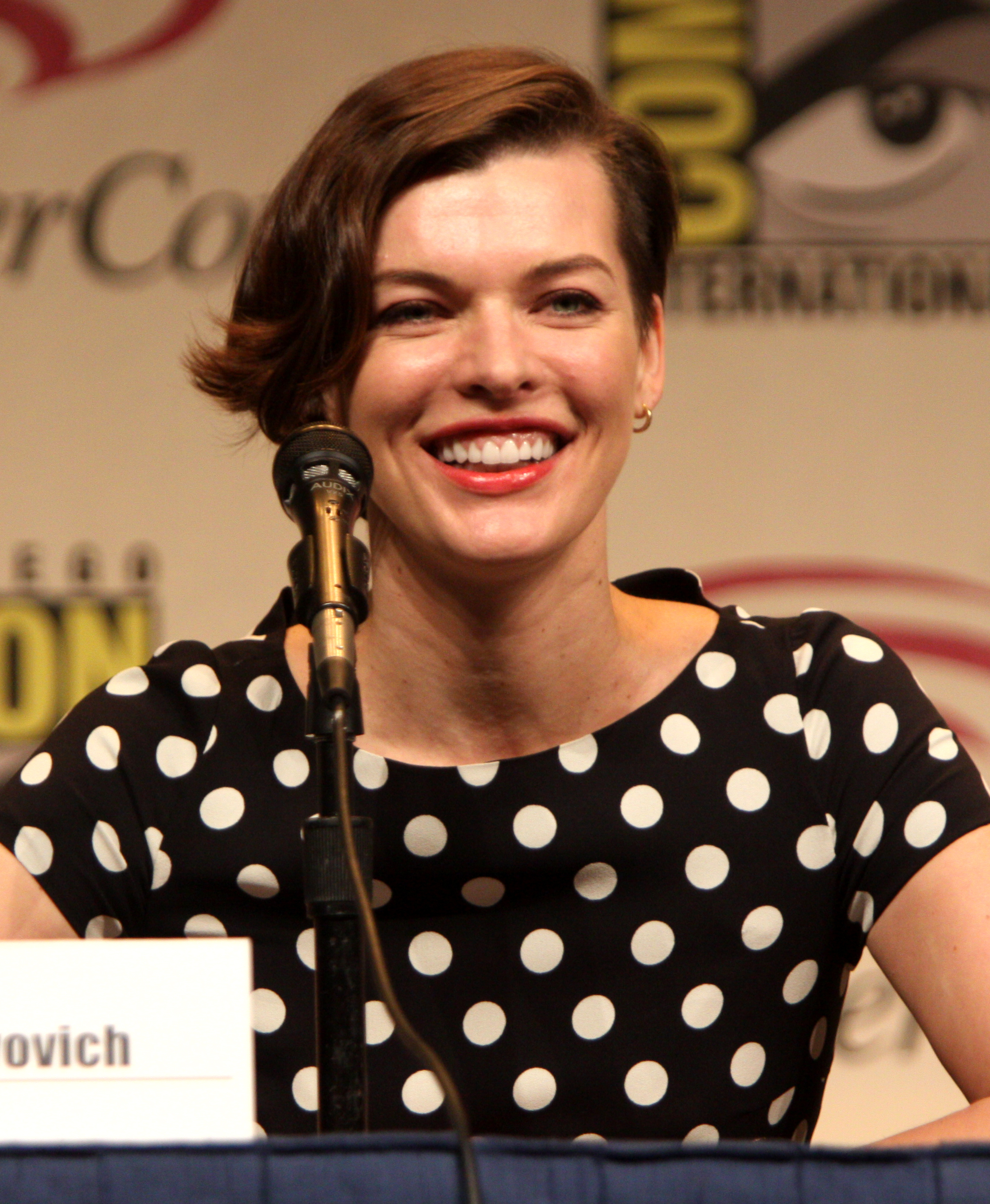
Мила Йовович

Харбор очень обрадовался возможности сыграть в экранизации комикса, особенно такого. Актёр был поклонником комиксов, он полагал, что это будет интересно и весело, и у них получится снять хороший фильм. Перлман и Харбор встречались до съёмок для того, чтобы обсудить роль. О своём преемнике Рон Перлман отзывался так:
Дэвид Харбор — хороший чувак. Я желаю ему всего самого лучшего, когда дело доходит до работы над Хеллбоем
Харбор рассказал, что эта картина должна быть более мрачной и тёмной, чем фильмы Торо. По его мнению, сценарий очень хорош, и он рад, что картину будет снимать такой талантливый режиссёр, как Нил Маршал. 6 июня актёр опубликовал фото, на котором специалисты по гриму делают слепок его руки для изготовления костюма персонажа.
1 августа стало известно, что к проекту присоединился актёр Иэн Макшейн, известный зрителю благодаря сериалу «Американские боги». В новой кино адаптации он исполнит роль отца Хеллбоя, профессора Брума. В том же месяце появилось сообщение о том, что ведутся переговоры с актрисой Милой Йовович, получившей мировую известность после фильма «Пятый элемент» с целью привлечь её к исполнению роли главного антагониста. Актриса Саша Лейн была приглашена для исполнения роли пятнадцатилетней Элис Монахан, девочки, похищенной феями и спасенной Хеллбоем.

### Съёмки
Съёмки начались 10 сентября 2017 года.

## Премьера
Изначально, фильм имел подзаголовок «Восстание кровавой королевы», но 8 августа 2017 года Lionsgate подтвердил, что название фильма всё же будет просто «Хеллбой». В сентябре 2017 года было объявлено, что премьера должна состояться 11 января 2019 года, однако позже компания Lionsgate опровергла информацию, объяснив, что дата выпуска ещё не определена. В ноябре 2017 года стало известно, что премьера фильма состоится 11 aпреля 2019 года.

## Критика
Фильм получил разгромные отзывы обозревателей. Так, на Rotten Tomatoes фильм имеет лишь 17 % одобрения на основе 198 рецензий. Metacritic дал фильму 31 балл из 100 на основе 44 рецензий. Фильм потерпел кассовый провал. По утверждениям режиссёра, он практически не имел творческого контроля над съёмками. Актёры и причастные к созданию фильма также называют съёмки «производственным адом». В интервью Маршалл предпочитает говорить о «Хеллбое», как о чужом фильме:
Съемки «Проклятия» сильно отличались от съемок «Хеллбоя»?

— Полностью! Всем! Потому, что «Проклятие» снимал я. Контролировал весь процесс производства фильма, все творческие решения. Чего никак не могу сказать о «Хеллбое». «Хеллбой» не мой фильм. Мне было необходимо снять «Проклятие ведьмы», чтобы очиститься.

## Перезапуск
В феврале 2023 года Millennium Media объявила о планах нового перезапуска с живыми актёрами под названием «Хеллбой: Проклятие Горбуна», первой из потенциальной серии фильмов. Производство должно начаться в марте 2023 года в Болгарии. Режиссёром будет Брайан Тейлор, сценарий напишут Миньола и Голден, основанный на Одноимённом комиксе 2008 года. Фильм будет создан совместно Nu Boyana и Campbell Grobman Film и представлен Millennium Media совместно с Dark Horse Entertainment.